# 丁道衡
丁道衡（1899年11月—1956年2月21日），字仲良，贵州织金人，中国地质学家，清末名臣丁宝桢之孙。

## 生平
1916年，丁道衡考入贵阳模范中学。1920年，入读北京大学预科，后升入本科地质系。1926年毕业后留校任教。1927年，随北大教授徐炳昶、瑞典地理学家斯文·赫定的西北科学考察团前往西北考察。其间，他发现了白云鄂博铁矿。1930年返回后，继续在北京大学地质系任教。1934年，留学德国，就读于柏林大学，获博士学位。1937年回国，1940年任武汉大学矿治系教授。1942年，又出任贵州大学矿治系主任、文理学院院长。1946年，贵州大学成立地质系，由他兼任系主任。
中华人民共和国成立后，历任贵州大学校务管理委员会主任委员、贵州省人民政府委员、西南军政委员会委员、西南军政委员会文化教育委员会副主任等职。1952年，院系调整中贵州大学地质系被并入重庆大学，他又任重庆大学地质系主任。1954年，当选人大代表。
1958年，在重庆逝世。